# 迪特曼斯
迪特曼斯是奥地利下奥地利州塔亚河畔魏德霍芬县的一个市镇。总面积6.86平方公里，总人口1092人，人口密度159.2人/平方公里（2012年）。